# Joseph I. Breen
Pour les articles homonymes, voir Breen.
Joseph Ignatius Breen, né le 14 octobre 1888 à Philadelphie en Pennsylvanie et mort le 5 décembre 1965 à Los Angeles en Californie, est un censeur américain.

## Biographie
Il a dirigé la Production Code Administration (PCA), chargée du fameux code Hays, entre 1934 et 1954. Son long règne fut caractérisé par une forte rigidité morale qui donna un nouveau poids à la censure américaine.
Les pouvoirs étendus de Breen, qui pouvait faire changer n'importe quelle scène de n'importe quel film, lui attirèrent l'inimitié de nombreux scénaristes, réalisateurs, et de grands producteurs de Hollywood. L'une des affaires les plus connues est celle qui opposa Breen à Howard Hughes, le milliardaire producteur du Banni (1943), cible de la censure en raison de plans très révélateurs sur la poitrine de Jane Russell.
Ouvertement antisémite, il a dit ainsi que les « sales Juifs » étaient la cause de tous les problèmes d'Hollywood, et que le milieu du cinéma était composé à « 95 % des Juifs de l'est, ces rebuts de l'humanité. » Il a tout fait pour empêcher les studio Warner Bros., alors ouvertement opposés au fascisme et au nazisme, de produire des films qui attaquaient ou se moquaient des gouvernements étrangers, notamment des Nazis, ou qui montraient trop de sympathie envers les Juifs,.
En 1941, il a été président du studio RKO pendant huit mois, avant de finalement retourner au PCA. En 1954, lors de son départ à la retraite, on lui offre un Oscar d'honneur.